# Nancy Drew Files
Nancy Drew Files o Nancy Drew Case Files es una serie de novelas policíacas centradas en la detective adolescente Nancy Drew, inició en 1986 y fue publicada por Simon & Schuster de Nueva York. Todos los libros se escribieron bajo el seudónimo de Carolyn Keene. Esta serie estaba destinada a los lectores de once años de edad en adelante y contiene más aventura, romance y maldad que Nancy Drew Mystery Stories. Con un nuevo libro publicado casi todos los meses, se lanzaron 124 títulos en 11 años. Se imprimieron más de 17 millones de copias y los libros han aparecido en la lista de best sellers de Publishers Weekly, B. Dalton y Waldenbooks.[cita requerida]

## Antecedentes
Nancy Drew Files es en realidad un derivado de la serie Nancy Drew Mysterie Stories. La serie trata de una adolescente, Nancy Drew, que es un detective aficionada. Su padre, Carson Drew, es un exitoso abogado viudo. Su casa está a cargo de un ama de llaves a tiempo completo, Hannah Gruen. Las compañeras de Nancy suelen ser sus amigas Bess Marvin y George Fayne, no importa si ella está investigando o de compras. Su novio, Ned Nickerson, también le ayuda con las investigaciones, especialmente cuando implican alguna actividad física. Aunque Ned Nickerson es su novio, Nancy sale con otras personas de vez en cuando.

## Lista de libros de la serie

### 1986
1. Secrets Can Kill 

2. Deadly Intent 

3. Murder on Ice 

4. Smile and Say Murder 

5. Hit and Run Holiday 

6. White Water Terror 

### 1987
7. Deadly Doubles 

8. Two Points to Murder 
 
9. False Moves 

10. Buried Secrets 

11. Heart of Danger 

12. Fatal Ransom 

13. Wings of Fear 

14. This Side of Evil 

15. Trial by Fire 

16. Never Say Die 

17. Stay Tuned for Danger 

18. Circle of Evil 

19. Sisters in Crime 

20. Very Deadly Yours 

### 1988
31. Trouble in Tahiti 

32. High Marks Act 

33. Danger in Disguise 

34. Vanishing Act 

35. Bad Medicine 

36. Over the Edge 

37. Last Dance 

38. The Final Scene 

39. The Suspect Next Door 

40. Shadow of a Doubt 

41. Something to Hide 
 
42. The Wrong Chemistry

### 1990
43. False Impressions 

44. Scent of Danger 

45. Out of Bounds 

46. Win, Place, or, Die 

47. Flirting with Danger 

48. A Date with Deception 

49. Portrait in Crime 

50. Deep Secrets 

51. A Model Crime 

52. Danger for Hire 

53. Trail of Lies 

54. Cold as Ice

### 1991
55. Don't Look Twice 

56. Make No Mistake 

57. Into Thin Air 

58. Hot Pursuit 

59. High Risk 

60. Poison Pen 

61. Sweet Revenge 

62. Easy Marks 

63. Mixed Signals 

64. The Wrong Track 

65. Final Notes 

66. Tall, Dark and Deadly

### 1992
67. Nobody's Business 

68. Crosscurrents 

69. Running Scared 

70. Cutting Edge 

71. Hot Tracks 

72. Swiss Secrets 

73. Rendezvous in Rome 

74. Greek Odyssey 

75. A Talent for Murder 

76. The Perfect Plot 

77. Danger on Parade 

78. Update on Crime

### 1993
79. No Laughing Matter 

80. Power of Suggestion 

81. Making Waves 

82. Dangerous Relations 

83. Diamond Deceit 

84. Choosing Sides 

85. Sea of Suspicion 

86. Let's Talk Terror 

87. Moving Target 

88. False Pretenses 

89. Designs in Crime 

90. Stage Fright

### 1994
91. If Looks Could Kill 

92. My Deadly Valentine 

93. Hotline to Danger 

94. Illusions of Evil 

95. An Instinct for Trouble 

96. The Runaway Bride 

97. Squeeze Play 

98. Island of Secrets 

99. The Cheating Heart 

100. Dance Till You Die 

101. The Picture of Guilt 

102. Counterfeit Christmas

### 1995
103. Heart of Ice 

104. Kiss and Tell 

105. Stolen Affections 

106. Flying Too High 

107. Anything for Love 

108. Captive Heart 

109. Love Notes 

110. Hidden Meanings 

111. The Stolen Kiss 

112. For Love or Money

### 1996
113. Wicked Ways 

114. Rehearsing for Romance 

115. Running into Trouble 

116. Under His Spell 

117. Skipping a Beat 

118. Betrayed by Love

### 1997
119. Against the Rules 

120. Dangerous Loves 

121. Natural Enemies 

122. Strange Memories 

123. Wicked for the Weekend 

124. Crime at the Chat Café